# Luis Fernando Orozco (actor)
Luis Fernando Orozco (Bogotá, 8 de abril de 1943-Ib., 2 de enero de 2020) fue un actor colombiano con una vasta trayectoria que inició en la década de 1960.

## Biografía
Inició su carrera a comienzos de la década de 1960, destacándose en el teatro y la radio. Una de sus primeras apariciones en el cine colombiano ocurrió en 1964, en la película de Julio Luzardo El río de las tumbas. Finalizando la década figuró en la serie de televisión Candó. En la popular serie Don Chinche interpretó el papel del padre Rugeles, una de sus actuaciones más recordadas. Cuatro años después encarnó a Cigarrito Pérez en la telenovela Gallito Ramírez, al lado de Carlos Vives y Margarita Rosa de Francisco. Finalizó la década de 1980 figurando en la serie La rosa de los vientos.
Participó en producciones como Crónicas de una generación trágica, Pasiones secretas, Dos mujeres y Dios se lo pague en la década de 1990. Tras figurar en series como Alejo, la búsqueda del amor, El precio del silencio, Bolívar: el héroe, La pasión según nuestros días, Escobar: el patrón del mal y Un bandido honrado, su presencia en la televisión colombiana empezó a dismunir. Además de sus constantes apariciones en cine, televisión y teatro, escribió más de 30 guiones para las tablas, adaptando algunos de ellos en un formato denominado café concierto.
Estuvo casado con la locutora radial Carmenza Aristizábal. La pareja tuvo tres hijas, las populares actrices Ana María y Verónica, y la licenciada en lenguas modernas, Juliana Orozco.
Falleció a los 76 años tras permanecer varios días delicado de salud.

## Filmografía destacada

### Cine
- 2015 - La luciérnaga
- 2009 - El elefante rojo (cortometraje)
- 2005 - Imaginum
- 2003 - Bolívar: el héroe
- 1973 - Préstame tu marido
- 1970 - La sombra de un pecado
- 1964 - El río de las tumbas

### Televisión
- 2019 - El general Naranjo
- 2019 - Un bandido honrado
- 2013 - El día de la suerte
- 2013 - Tres Caínes
- 2012 - El patrón del mal
- 2009 - Aquí no hay quien viva
- 2008 - La pasión según nuestros días
- 2006 - Bandidas
- 2006 - Criminal
- 2005 - El baile de la vida
- 2003 - A.M.A. La Academia
- 2002 - El precio del silencio
- 2001 - María Bonita
- 2000 - Alejo, la búsqueda del amor
- 1998 - Sin límites
- 1997 - Dios se lo pague
- 1997 - Dos mujeres
- 1994 - Café, con aroma de mujer
- 1993 - Crónicas de una generación trágica
- 1993 - Pasiones secretas
- 1989 - La rosa de los vientos
- 1986 - Gallito Ramírez
- 1982 - Don Chinche
- 1980 - La tregua
- 1975 - Yo y tú
- 1974 - Vendaval
- 1969 - Candó